# Willie Lewis
Willie Lewis  (* 10. Juni 1905 in Cleburne, Texas als William T. Lewis; † 13. Januar 1971 in New York City) war ein US-amerikanischer Jazzmusiker (Klarinettist, Altsaxophonist, Arrangeur und Bandleader).

## Leben und Wirken
Lewis wuchs in Dallas auf und spielte als Jugendlicher in verschiedenen Varieté-Shows. Nach seinem Studium am New England Conservatory of Music arbeitete er in Will Marion Cooks Orchester. Nachdem dessen Band von Sam Wooding übernommen worden war, ging Lewis mit ihm auf Tourneen nach Europa, Südamerika und Nordafrika. Er blieb bis zur Auflösung der Band 1931 bei Wooding, danach gründete Lewis eine eigene Formation, Willie Lewis and His Entertainers, in der auch ehemalige Kollegen aus Woodings Orchester spielten. Seine Entertainers hatten großen Erfolg in Europa, zu seinen Musikern gehörten u. a. Jerry Blake, Arthur Briggs, Herman Chittison, Benny Carter, Bill Coleman, Garnet Clark, Bobby Martin, Ernst Höllerhagen, Louis Vola, Frank „Big Boy“ Goudie, Jack Butler und June Cole. Lewis’ Entertainers nahmen auch für das französische Label Swing auf. Auch spielte er diverse Platten in Zürich für Brunswick und andere Label mit Musikern wie Henry Mason, Alfred Siegrist und Denis Chapelet ein.
Im Jahr 1941 löste Lewis sein Entertainers-Orchester auf und kehrte nach New York City zurück. In den nächsten Jahren war er kaum noch als Musiker aktiv, schließlich fand er eine Anstellung als Schauspieler, was jedoch ohne Erfolg blieb und er daraufhin als Kellner arbeitete.

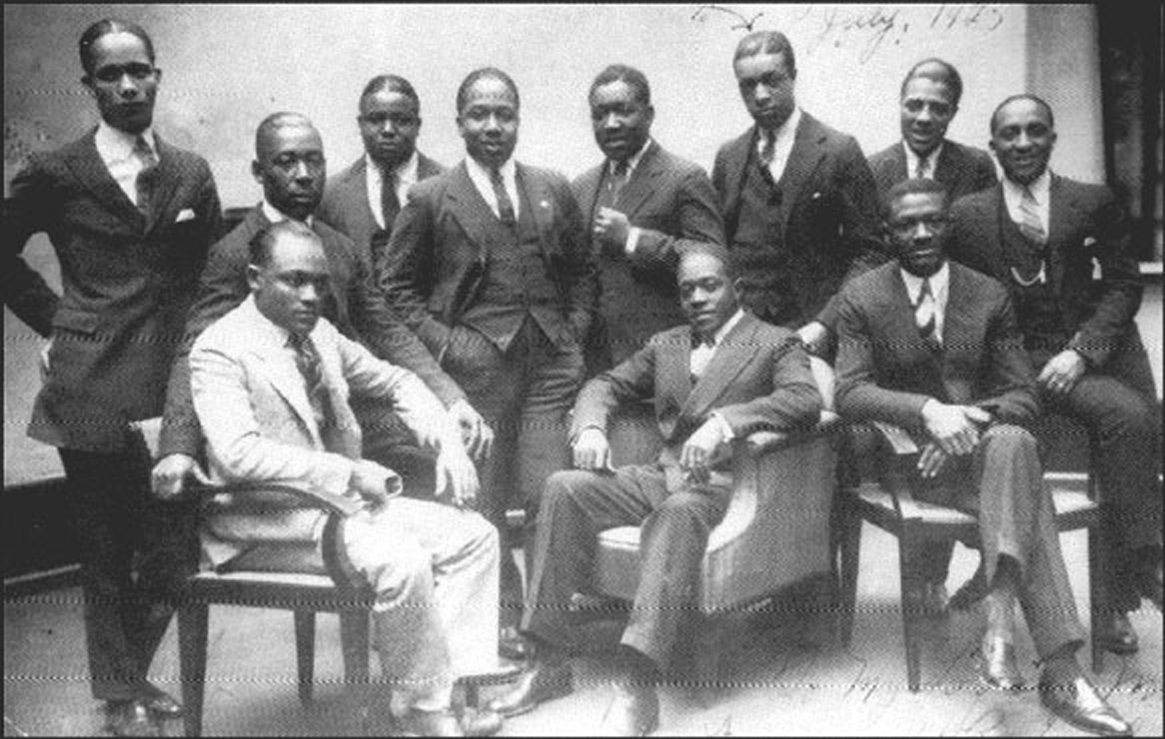
Sam Wooding und sein Orchester 1925 in Berlin, Sam Wooding in der Mitte sitzend, Willie Lewis sitzt als zweiter von rechts

## Diskographische Hinweise
- Willie Lewis & His Entertainers (Swing, 1935–1937)
- Le Jazz en France – Vol. 11: Bill Coleman 1935–1937 (Pathe)